# Luna Lovegood
Luna Lovegood est un personnage fictif créé par la romancière britannique J. K. Rowling. Il apparaît dans la série romanesque Harry Potter et dans ses adaptations cinématographiques.
Luna est interprétée au cinéma par l'actrice Evanna Lynch.

## Caractéristiques
Élève de la maison Serdaigle à Poudlard, Luna est décrite comme ayant des cheveux ondulés d'un blond foncé lui arrivant à la taille, et des yeux protubérants lui donnant l'air toujours surpris. Elle ressemble physiquement à sa mère. La première fois qu'il la rencontre, Harry Potter trouve qu'elle dégage « une aura de folie douce » alors qu'elle porte un collier constitué de bouchons de bouteilles et tient son journal, Le Chicaneur, à l’envers. Il constate qu'elle a tendance à fixer longuement les gens lorsqu'elle leur adresse la parole et rit parfois des plaisanteries de façon interminable et grotesque, en mettant les autres mal-à-l'aise. 
Luna est une rêveuse, facilement distraite, qui vit dans son propre univers, et croit en toutes sortes d'animaux dont l'existence n'est pas prouvée (comme les nargoles). En raison de son excentricité, elle est isolée à l'école avant de rencontrer Harry Potter, et la plupart des élèves lui attribuent le surnom de « Loufoca Lovegood » (Loony Lovegood en anglais). Elle semble peu se soucier de ce que les autres pensent d'elle. Elle n'est pas rancunière et ne se montre pas non plus inquiète lorsque ses camarades de classe s'amusent à lui voler ou à lui cacher régulièrement ses affaires. Luna semble consciente de son impopularité et n'éprouve aucune gêne à énoncer clairement des vérités que d'autres personnes se retiendraient de formuler. Laurie Calkhoven, auteure du livre Fières d'être sorcières !, retient notamment du personnage sa bienveillance et son indépendance, mais aussi le fait qu'elle soit idéaliste, brave, créative et d'une grande ouverture d'esprit.
Luna est capable de voir les sombrals depuis l'âge de 9 ans. Son patronus est un lièvre.

## Biographie fictive

### Enfance
Née le 13 février 1981, Luna est la fille du sorcier Xenophilius Lovegood, directeur du journal  Le Chicaneur, et de Pandora Lovegood, une sorcière passionnée par les expériences. Cette dernière meurt au cours d'une de ses expérimentations, à laquelle assiste Luna lorsqu'elle a neuf ans.
Luna a vécu avec son père dans une maison en forme de tour, située près du village de Loutry Ste Chaspoule, non loin du Terrier, la maison familiale des Weasley. La maison comporte de nombreux dessins et peintures colorés, créés par Luna.

### DansHarry Potter

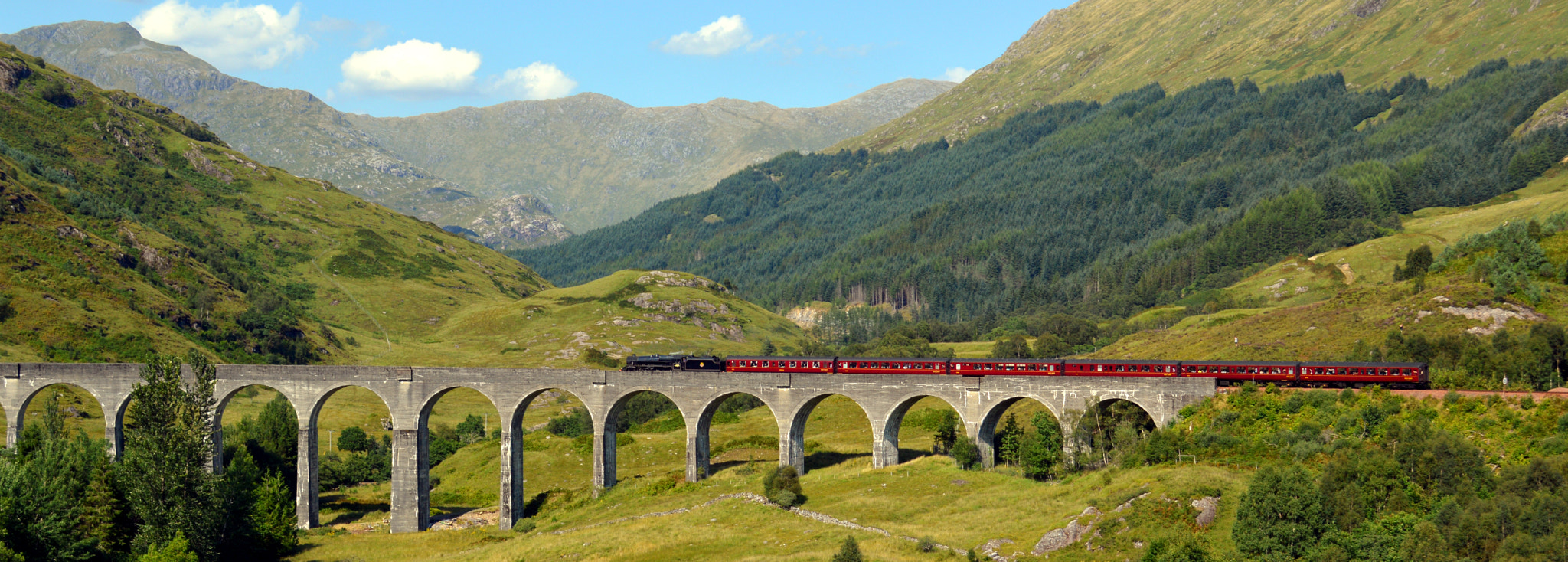
C'est lors d'un voyage à bord du Poudlard Express que Harry Potter fait la connaissance de Luna.

Luna arrive à Poudlard en septembre 1992, la même année que Ginny Weasley (soit durant les événements de Harry Potter et la Chambre des secrets). Cependant, le lecteur et les personnages principaux ne font sa connaissance qu'à partir de Harry Potter et l'Ordre du Phénix, lorsque Harry, Ginny et Neville la rejoignent dans un compartiment du Poudlard Express. Luna et son père sont parmi les seuls à croire Harry et Albus Dumbledore au sujet du retour de Voldemort, ce qui mène Harry à lui faire confiance et à accorder une interview exclusive au Chicaneur, le journal dirigé par monsieur Lovegood. Plus tard dans l'année, Luna rejoint l'Armée de Dumbledore fondée par Harry et Hermione, et participe elle aussi à l'affrontement contre les Mangemorts au Département des Mystères en compagnie de Harry, Ron, Hermione, Ginny et Neville.

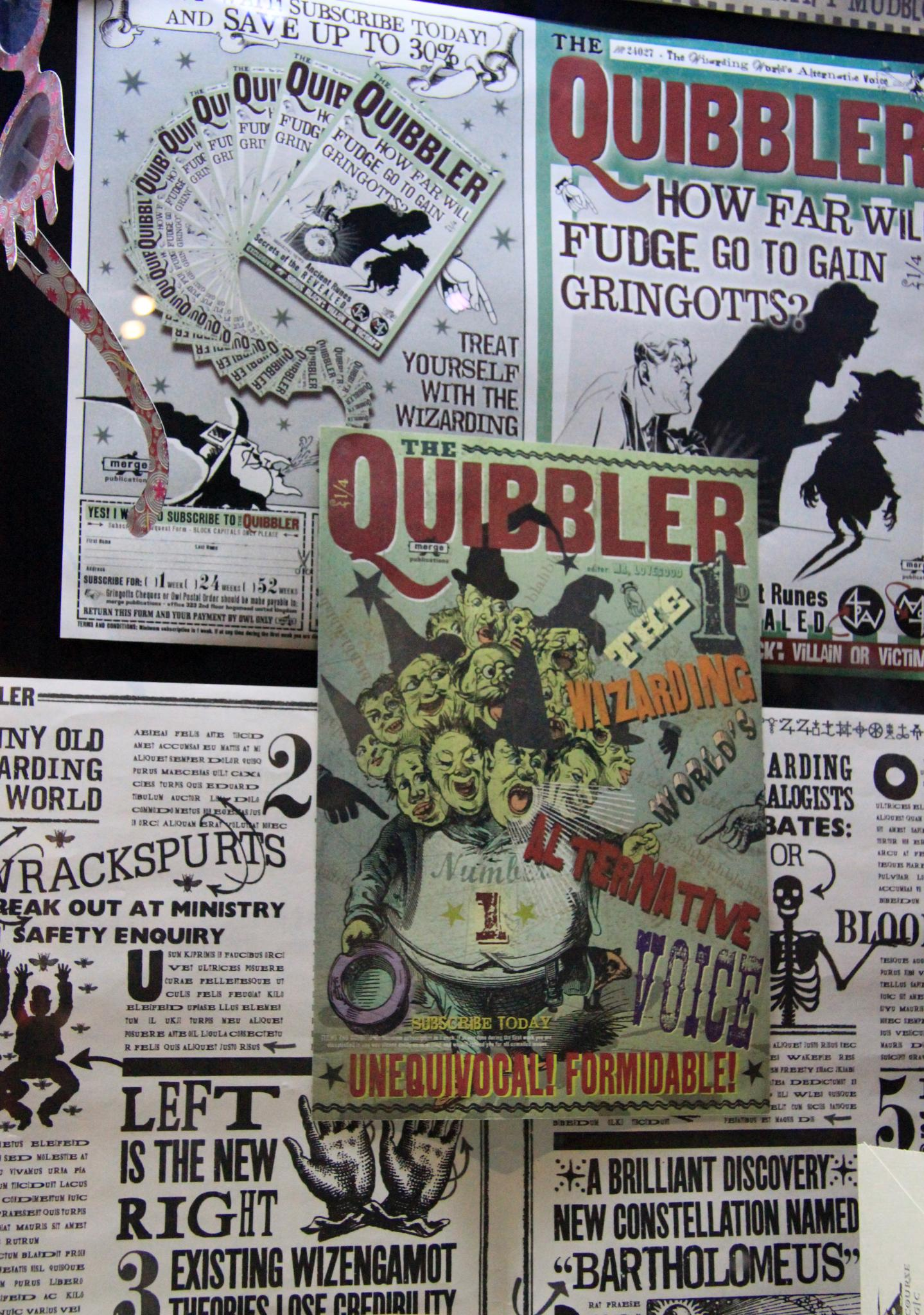
Quelques couverture du journal Le Chicaneur, apparaissant dans les films Harry Potter.

Dans Harry Potter et le Prince de sang-mêlé, elle est invitée par Harry à la fête de Noël organisée par le professeur Slughorn. Elle commente également le match de quidditch entre Gryffondor et Poufsouffle, et J. K. Rowling a affirmé avoir adoré écrire cette scène. Dans le film, elle assiste au match opposant Gryffondor et Serpentard, où elle arbore un énorme chapeau en forme de tête de lion. Quand les Mangemorts attaquent l'école à la fin de cette année scolaire, Luna, Ginny et Neville sont les seuls membres de l'A.D. à répondre à l'appel pour protéger l'école.
Dans Harry Potter et les Reliques de la Mort, Luna et son père sont présents au mariage de Bill Weasley et Fleur Delacour au Terrier, au cours duquel elle reconnaît immédiatement Harry, malgré le fait qu'il soit déguisé grâce au Polynectar, simplement par l'expression qu'il a sur son visage. Luna retourne plus tard à l'école pour sa sixième année, où elle et Ginny aident Neville à ranimer secrètement l'Armée de Dumbledore, à la fureur d'Alecto et d'Amycus Carrow, des frères et sœurs mangemorts envoyés pour enseigner à Poudlard. Au cours du premier mandat, le trio fait irruption dans le bureau de Severus Rogue et tente de voler l'épée de Gryffondor afin d'aider Harry dans sa quête. Ils sont capturés et apparemment punis pour leur crime par une visite dans la forêt interdite avec Rubeus Hagrid. Durant la visite de Harry au domicile des Lovegood, il remarque que Luna ne semble pas être rentrée chez elle depuis quelque temps malgré les récents congés scolaires de Noël. Xenophilius lui révèle que sa fille a été enlevée pour le dissuader de publier des articles soutenant Harry. Elle est libérée grâce à Harry et Dobby. Elle reste un moment chez Bill et Fleur puis retourne à Poudlard pour la bataille finale. C'est grâce à elle que Harry découvre que l'avant-dernier horcruxe est le diadème de Rowena Serdaigle, à la fin de la saga. Après la mort supposée de Harry, Luna affronte Bellatrix Lestrange, avec Hermione et Ginny, jusqu'à ce que Molly Weasley prenne le relais et vainque Bellatrix elle-même. Enfin, Luna est parmi les premières à féliciter Harry lorsque Voldemort est vaincu. Après la bataille, elle semble être la seule à percevoir que Harry a besoin de paix et de tranquillité, alors elle crée une distraction afin qu'il puisse s'échapper sous sa cape d'invisibilité.

### AprèsHarry Potter
J. K. Rowling a précisé que Luna Lovegood est devenue, après ses études, « l'équivalent sorcier d'un naturaliste » qui parcourt le monde à la recherche des créatures magiques les plus étranges et les plus rares.
Luna se marie à Rolf Dragonneau, le petit-fils de Norbert Dragonneau, avec lequel elle a deux enfants : Lorcan et Lysander.

## Conception et évolution
Dès le premier roman, Harry Potter à l'école des sorciers, le nom de famille « Moon » est mentionné dans la version originale comme dans la version française, lors de la répartition du choixpeau magique (Moon signifiant « Lune » en français, bien que ce nom n'ait pas été traduit). En 2015, J. K. Rowling précise qu'elle aurait eu l'idée d'une jeune fille rêveuse et fantaisiste à travers Moon, et aurait ainsi créé une ébauche du personnage de Luna. Elle a finalement décidé d'introduire véritablement Luna et sa personnalité fantasque qu'à partir du chapitre dix de Harry Potter et l'Ordre du Phénix (le chapitre porte son nom).

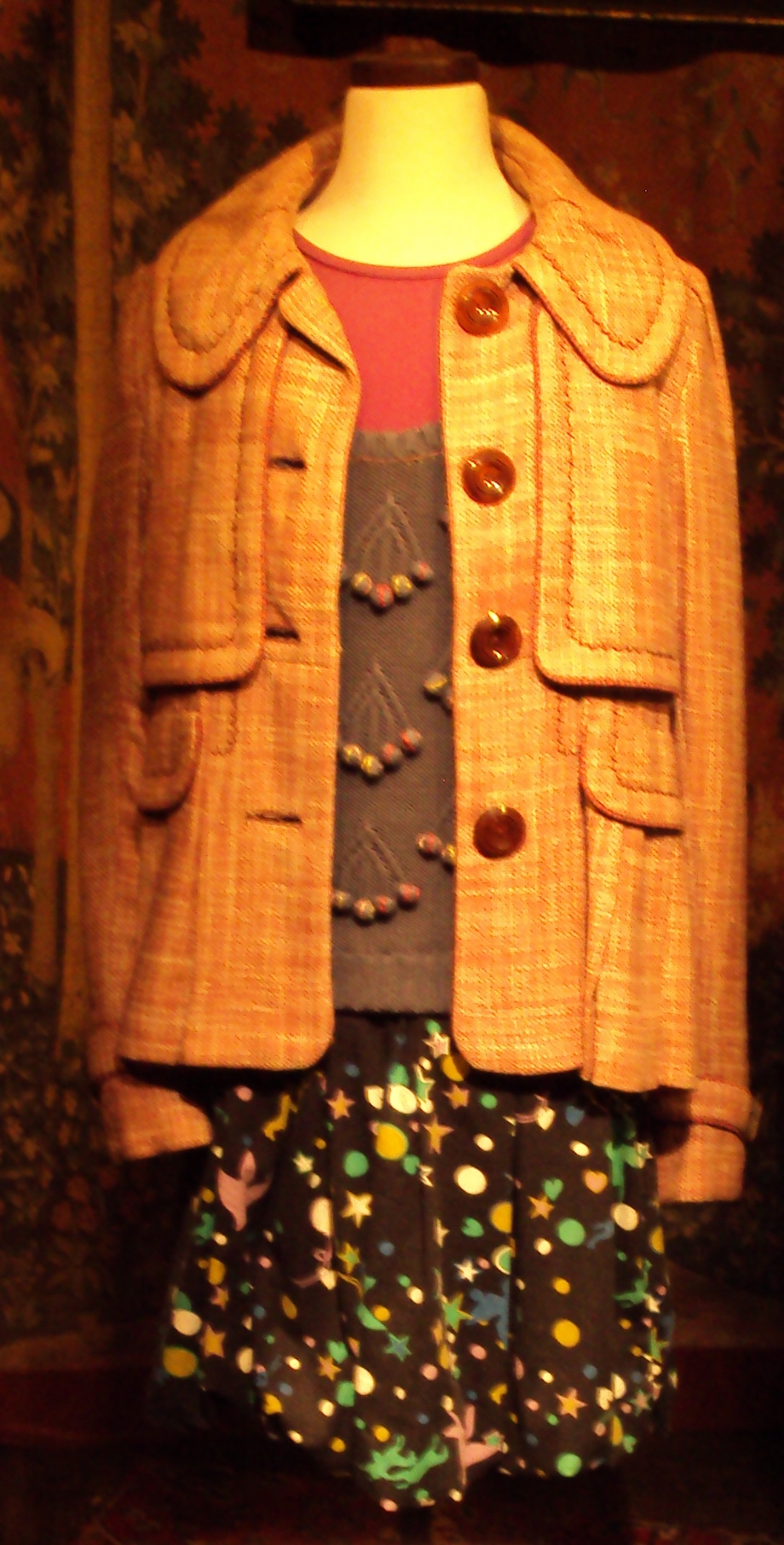
Costume de Luna exposé à Brussels Expo en 2016.

Luna est initialement caractérisée comme fantaisiste et excentrique. J. K. Rowling a souvent dit de Luna qu'elle était tout le contraire d'Hermione Granger, dans la mesure où elle a tendance à croire beaucoup de choses, tandis que sa camarade de Gryffondor appuie ses opinions sur les faits et la logique. Kate Pasola, dans son analyse du personnage, pense même que l'objectif de J. K. Rowling lors du développement de Luna était de créer un contre-exemple parfait et indépendant d'Hermione, pour les lectrices qui ne se seraient pas identifiées à cette dernière. Le respect et l’écoute de Luna envers Harry, ainsi que son courage au cours des batailles, amènent rapidement Harry et ses amis à la considérer comme une amie fiable et digne de confiance.
Selon Blandine Le Callet, auteure du livre Le monde antique de Harry Potter, J. K. Rowling aurait rendu hommage à l'imagination et à la fantaisie de l'écrivain Lucien de Samosate à travers Luna et son père Xenophilius : l'un des passages les plus célèbres du récit de voyage imaginaire Histoire vraie est celui où le narrateur raconte son séjour sur la Lune en évoquant les Sélénites qui s'y nourrissent de grenouilles volantes. Dans Harry Potter, Luna lit le journal édité par son père, qui contient notamment une interview d'un sorcier qui prétend avoir volé en balai jusqu'à la Lune et en avoir rapporté un sac de grenouilles lunaires,.
Pendant l'écriture de Harry Potter et les Reliques de la Mort — qui correspond aussi en partie à la période de tournage du film Harry Potter et l'Ordre du Phénix —, Rowling a affirmé que la personnalité de l'actrice Evanna Lynch l'avait influencée dans l’écriture du personnage : « Je l'entends quand j'écris Luna. J'ai même imaginé le plafond de la chambre de Luna en hommage à Evanna parce que l'actrice est si créative… Elle a beaucoup de talent et je la connais bien. Donc oui, elle a influencé la vraie Luna ».

## Critique et analyse

### Rôle et psychologie du personnage
Selon Carmen Nadal, Luna est une « force positive » réconfortante pour Harry Potter, car elle lui apporte une perspective nouvelle et précieuse lorsqu'il est confronté à des choses auxquelles il n'est pas préparé. Luna permettrait de définir clairement la frontière de la vérité, pour Harry Potter comme pour le lecteur, notamment lorsqu'elle précise pouvoir voir, comme Harry, ce que personne d'autre ou presque ne peut voir ou entendre, comme les sombrals ou le voile dans le Département des Mystères. Plus largement, Luna permettrait de montrer à Harry que d'autres formes de connaissance — au-delà de ce qui est officiel ou prouvé — sont possibles. Elle est l'une des rares personnes qui remettent en question l'autorité, en pensant que celle-ci ne détient pas forcément la vérité.
Pour Kate Pasola, qui a étudié le personnage sous son possible aspect Manic Pixie Dream Girl (MPDG), J. K. Rowling aurait créé à travers Luna un personnage qui en apparence se plie aux stéréotypes des MPDG : elle est présentée comme une sorte de « créature pétillante » et excentrique, « tout en rien », psychologiquement peu approfondie, à l'honnêteté sans filtre, sans conscience de soi, avec une tendance à s'éloigner des conversations qu'elle ne trouve pas intéressantes. Selon Pasola, même si Rowling place généralement ses personnages féminins dans l'ombre (ou en soutien) de ses héros masculins, Luna renverse en fait assez clairement le stéréotype des MPDG dans la mesure où elle poursuit ses propres objectifs et défend ses propres valeurs, indépendamment de Harry Potter,. Son unicité découlerait davantage de ses propres choix, et son excentricité de sa « perception augmentée de la réalité » et de sa créativité,. Elle a un passé familial tragique (même s'il est peu abordé), des intérêts et des croyances indépendants de la cause et de la mission menée par Harry. En associant au héros des personnages féminins aux approches et aux parcours radicalement opposés (comme Luna et Hermione, une autre amie proche de Harry), qui de surcroît n'ont pas eu de relation amoureuse avec lui, Pasola pense que Rowling élimine l'idée restrictive selon laquelle les jeunes femmes doivent se conduire d'une manière unique pour réussir, et présente des personnages féminins plus complexes aux lecteurs de tous âges. 

### Accueil
En octobre 2016, le magazine Empire classe Luna Lovegood comme le 8e meilleur personnage de la saga. 
Le personnage est l'un des premiers mentionnés (après Hermione Granger) dans le livre Fières d'être sorcières ! de Laurie Calkhoven, qui présente les personnages féminins les plus notables de la franchise.

## Adaptation

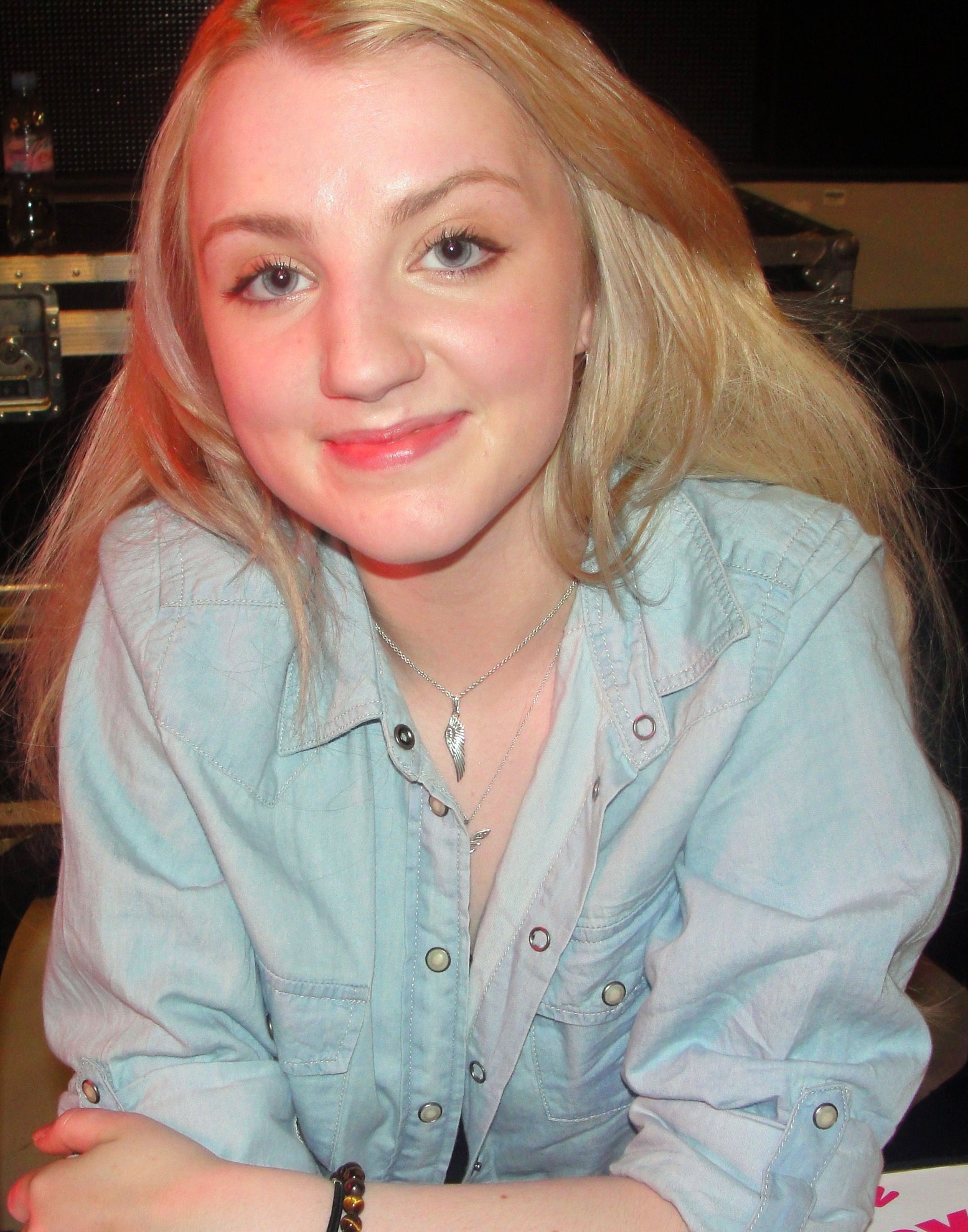
Evanna Lynch, actrice qui interprète le personnage dans la série de films.

Dans les films Harry Potter, Luna Lovegood apparaît à partir du cinquième épisode, Harry Potter et l'Ordre du Phénix. Plus de 15 000 personnes ont auditionné pour le rôle, dont l'actrice Saoirse Ronan,. Le rôle a finalement été attribué à Evanna Lynch, alors âgée de 14 ans, en 2006. Le producteur David Heyman dira plus tard : « Les autres pouvaient jouer Luna [alors que] Evanna Lynch est Luna ».
L'actrice s'est impliquée significativement dans la conception des costumes et des accessoires qui ont permis de transposer son personnage à l'écran,, et figure parmi les sept interprètes les plus importants des films selon J. K. Rowling. Jane Watkins, de Country Life Magazine, a déclaré qu'Evanna Lynch « apportait à son personnage une douceur attrayante qui n'est pas aussi développée dans le livre ».
Lors d'une conversation filmée entre J. K. Rowling et le scénariste des films Steve Kloves, ce dernier a demandé à l'auteure si les films avaient pu avoir une quelconque influence sur l'écriture des derniers romans, ce à quoi Rowling a répondu que seule Evanna Lynch avait clairement influencé le personnage de Luna dans le dernier tome. Les deux femmes se connaissaient et correspondaient par courrier avant le tournage du cinquième film, avant même de savoir, l'une comme l'autre, que l'actrice obtiendrait finalement le rôle de Luna Lovegood,,.